# Kafr Debbin
Kafr Debbin (tiếng Ả Rập:  كفر دبين; tiếng Syriac: ܟܦܪܕܒܝܢ ' Làng gấu ') là một ngôi làng Syria nằm ở Al-Janudiyah Nahiyah ở huyện Jisr al-Shughur, Idlib. Theo Cục Thống kê Trung ương Syria (CBS), Kafr Debbin có dân số 3660 trong cuộc điều tra dân số năm 2004.